# 马尔居
马尔居（法語：Margut，法語發音：[maʁɡy]）是法国大東部大區阿登省的一个市镇，属于色当区。

## 地理
马尔居（49°35'3"N, 5°15'39"E）面积7.53 平方千米，位于法国大東部大區阿登省，该省份为法国北部内陆省份，西接埃纳省，南至马恩省，东临默兹省，北与比利时接壤。
与马尔居接壤的市镇（或旧市镇、城区）包括：比耶夫尔、希耶尔河畔拉费泰、弗罗米、穆瓦里、锡尼-蒙利贝尔。

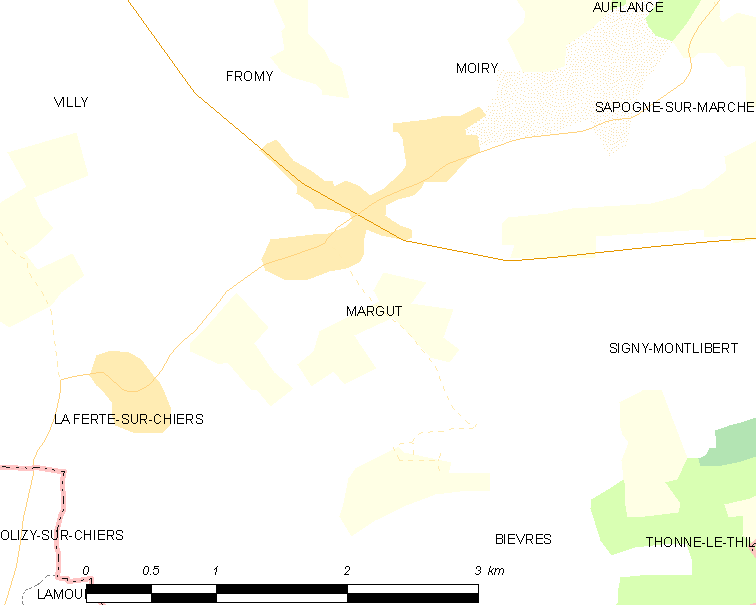
马尔居的OSM定位图

马尔居的时区为UTC+01:00、UTC+02:00（夏令时）。

## 行政
马尔居的邮政编码为08370，INSEE市镇编码为08276。

## 政治
马尔居所属的省级选区为卡里尼昂县。

## 人口

1962-2008年间马尔居人口变化图示

马尔居于2022年1月1日时的人口数量为711人。